# S型尾喷

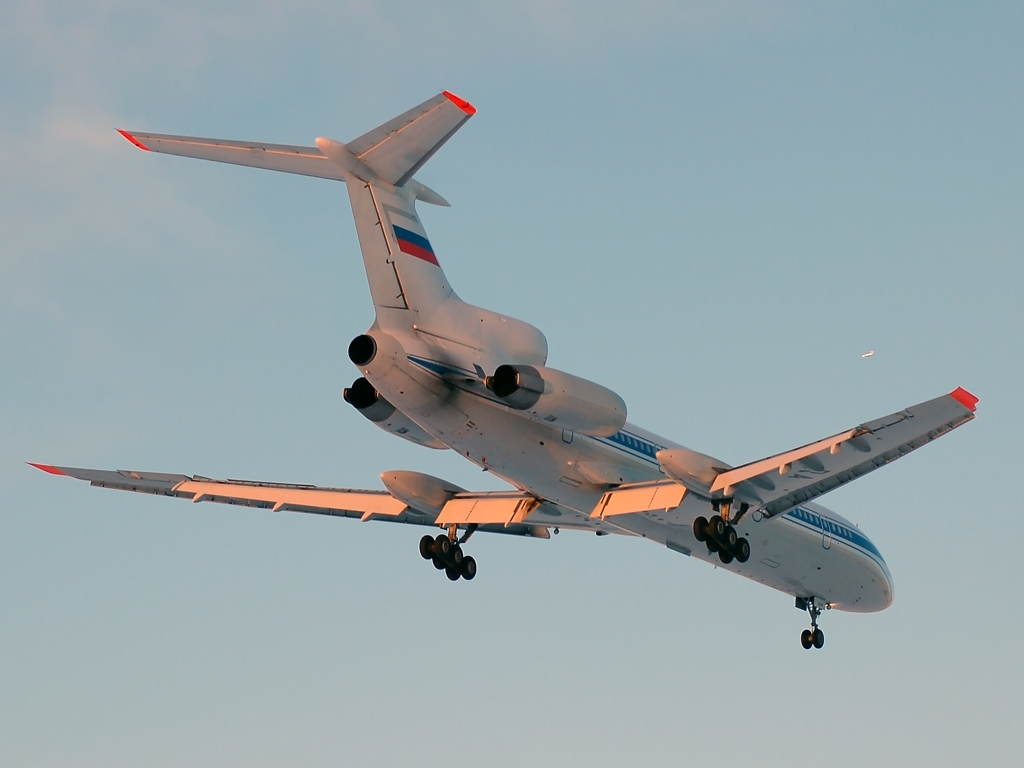
从图-154后方可以看到其中间的引擎采用了S型進氣道

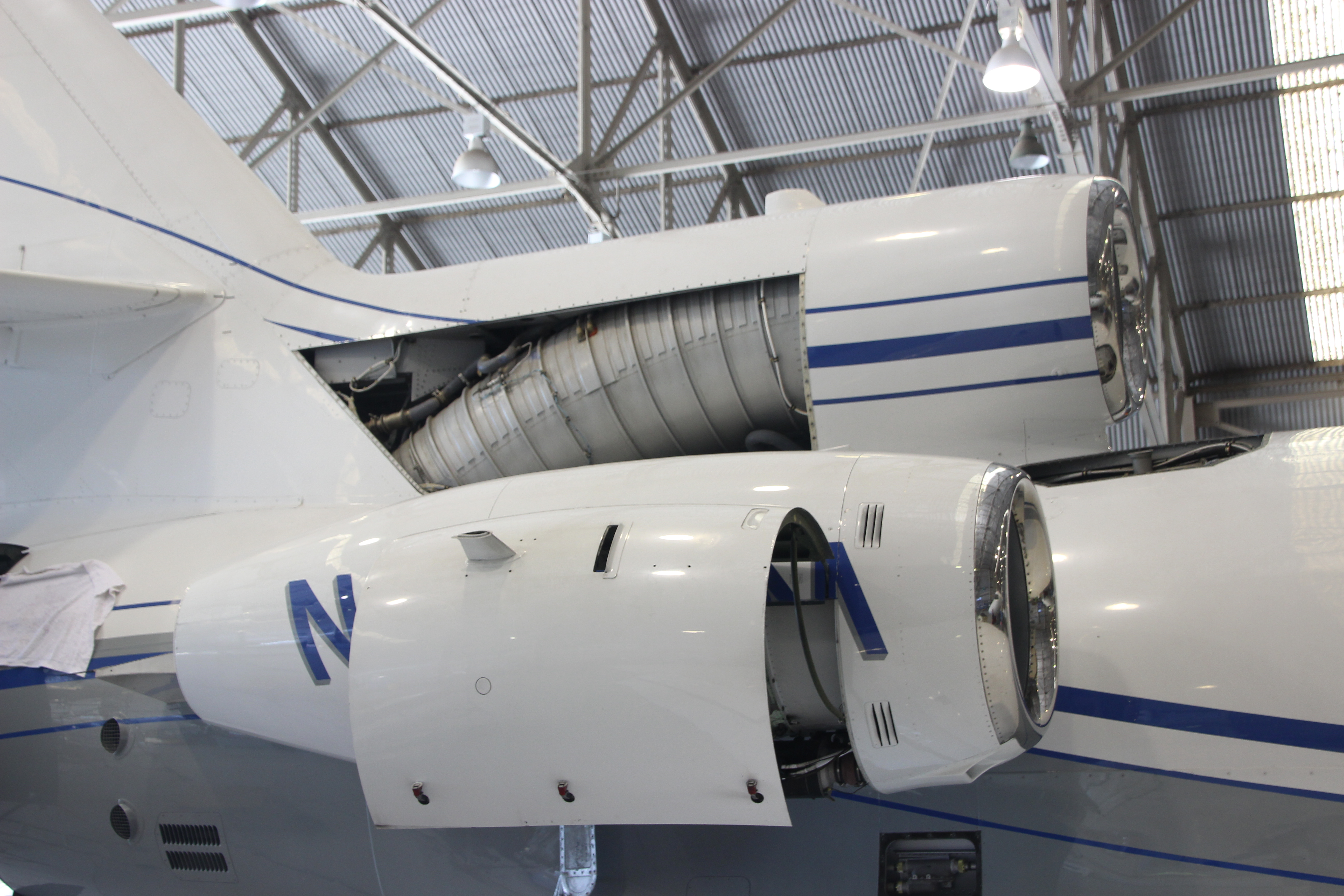
達索獵鷹50的S型進氣道

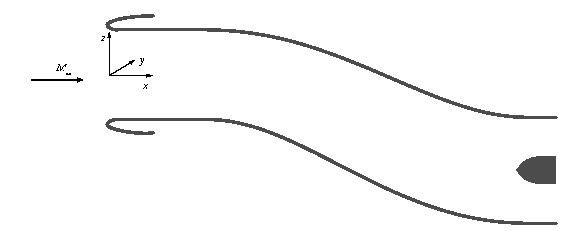
S型進氣道截面示意图

S型進氣道（英語：S-duct），是一种三引擎噴射機中使用的進氣道设计。这种设计让中置引擎的喷射口位于机身正后方，垂直尾翼的正下方。S型進氣道的结构和尾翼融为一体，因其结构为S型而得名。

## 机型
- 肖特SC.1（英语：Short SC.1）
- 霍克薛利三叉戟型
- 波音727
- 雅克-40（英语：YAK-40）
- 圖-154
- 洛歇L-1011
- 雅克-42
- 達索獵鷹50（英语：Dassault Falcon 50）
- 達索獵鷹900（英语：Dassault Falcon 900）
- 达索猎鹰7X/8X
- Epic Victory（英语：Epic Victory）
- J-36